# Deania
Deania ist eine Haigattung aus der Familie der Schlingerhaie (Centrophoridae), die im östlichen und nordwestlichen Atlantik in tieferen Meeresbereichen (max. ca. 1800 m) vorkommt.

## Merkmale
Deania-Arten erreichen ausgewachsen eine Gesamtlänge von 80 bis 127 cm. Die Haie sind je nach Art schwarzbraun, grau oder graubraun gefärbt, die Augen irisieren grünlich oder gelblich. Der Rumpf ist zylindrisch oder abgeflacht; die Haut ist aufgrund der erhöhten Hautzähnchen, die heugabelartige Kronen besitzen, sehr rau. Wie bei allen Dornhaiartigen fehlt die Afterflosse. Die Schwanzflosse ist kurz vor ihrer Spitze deutlich eingebuchtet. Die Schnauze ist von oben gesehen spatenförmig und von der Seite gesehen ein sehr stark abgeflachter, länglicher Keil. Im Oberkiefer befinden sich 22 bis 36 Zahnreihen, im Unterkiefer sind es 24 bis 32. Die Zähne in beiden Kieferhälften sind blattartig, die Zähne im Unterkiefer sind viel größer als die Zähne im Oberkiefer. Die hinteren, feinen Spitzen der Bauchflossen sind eng abgerundet oder eckig. Die Klaspern der Männchen verfügen über keinen lateralen Stachel. Die zweite Rückenflosse ist genau so groß oder etwas größer als die erste. Sie beginnt etwa über der Mitte der Bauchflossenbasis. Der der zweiten Rückenflosse vorstehende Stachel ist für gewöhnlich doppelt so lang wie der Stachel der ersten Rückenflosse und hat eine breitere Basis. Er ist deutlich gebogen und reicht normalerweise bis zur Spitze der Rückenflosse. Insgesamt haben Deania-Arten 118 bis 128 Wirbel, davon sind 85 bis 95 Präcaudalwirbel. Die Anzahl der Umgänge im Spiraldarm ist nicht bekannt.

## Arten
Es gibt drei Arten:
- Langschnäuziger Hundshai (Deania calceus (Lowe, 1839))
- Pfeilspitzen-Dornhai (Deania profundorum (Smith & Radcliffe in Smith, 1912))
- Langschnauzen-Dornhai (Deania quadrispinosum (McCulloch, 1915))